# Horní Lipová
Horní Lipová (něm. Oberlindewiese, Ober-Lindewiese, Ober Lindewiese) je vesnice ležící v Olomouckém kraji, v okrese Jeseník, která je částí obce Lipová-lázně, se kterou na východě těsně sousedí. Roku 2001 činil počet obyvatel 346.

## Historie
První písemná zmínka o Horní Lipové pochází z roku 1689. Ves byla založena na frývaldovském panství vratislavského biskupa rozšiřováním Dolní Lipové směrem k Ramzovskému sedlu a od zmíněné vesnice se osamostatnila zejména zřízením samostatného fojtství (šoltézství), jehož existenci k roku 1696 dokládá zachovaný kamenný znak. Zemědělsky obdělávané půdy tu nebylo zpočátku mnoho, obyvatelé se živili zejména pastevectvím. Významný rozvoj obce nastal po roce 1777, kdy vrchnost začala dosud propachtované pastevní pozemky přidělovat do dědičného vlastnictví. Rozvoj Horní Lipové lze sledovat na počtu obyvatel: zatímco roku 1748 zde bylo zaznamenáno jen 31 zahradníků (tj. menších zemědělců), roku 1836 již zde bylo 86 sedláků, 68 zahradníků a 271 domkářů, celkem 1138 stálých obyvatel. Vzestupný trend se pak zmírnil a před koncem 19. století zastavil.
Obec měla někdy od počátku 19. století vlastní školu, farou však spadala pod Dolní Lipovou. Průmysl zde nevznikl. Významná však pro obec byla stavba železnice z Hanušovic do Jeseníka roku 1888, nad obcí vznikla stejnojmenná železniční stanice. Velké převýšení trať překonává pomocí řady oblouků, což jí vyneslo přízvisko „Slezský Semmering“.
Obyvatelstvo obce bylo většinou německé. Česká menšina se vytvořila až po vzniku Československa a v roce 1938 byla z větší části přinucena k odchodu. Za II. světové války se ve Vápenném údolí poblíž obce nacházel menší zajatecký tábor.
Po odsunu německých obyvatel se Horní Lipovou podařilo dosídlit jen zpola, pak navíc počet obyvatel dále pozvolna klesal, neboť zdejší zemědělství a lesnictví nenabízelo dostatek zaměstnání. Roku 1960 navíc byla dosud samostatná Horní Lipová sloučena s Dolní Lipovou v novou obec se společným názvem Lipová-lázně. Současně byla od Horní Lipové oddělena osada Ramzová, která byla její součástí od roku 1850. Ramzová byla přičleněna jako místní část k obci Ostružná, nacházející se již na historickém území Moravy.
V současnosti je Horní Lipová především střediskem zimní i letní horské turistiky, související též s lázeňstvím v Dolní Lipové. Nově bylo otevřeno Muzeum Slezského Semmeringu, zaměřující se na historii zdejší malebné i technicky zajímavé železniční trati. Nádraží posloužilo také jako předobraz stanice Bílý potok v příbězích o Aloisu Nebelovi.

### Vývoj počtu obyvatel
Počet obyvatel Horní Lipové podle sčítání nebo jiných úředních záznamů:
| Rok            | 1806 | 1836 | 1869 | 1880 | 1890 | 1900 | 1910 | 1921 | 1930 | 1939 | 1947 | 1950 | 1961 | 1970 | 1980 | 1991 | 2001 |
| -------------- | ---- | ---- | ---- | ---- | ---- | ---- | ---- | ---- | ---- | ---- | ---- | ---- | ---- | ---- | ---- | ---- | ---- |
| Počet obyvatel | 743  | 1138 | 1228 | 1360 | 1421 | 1374 | 1339 | 1201 | 1374 | 1430 | 547  | 582  | 591  | 404  | 348  | 334  | 346  |

1. ↑  z toho: 26 Čechoslováků, 1334 Němců; 1337 řím. kat., 17 evang., 1 čsl., 21 bez vyzn.
2. ↑  včetně Ramzové
3. ↑  včetně Ramzové

V Horní Lipové je evidováno 217 adres : 145 čísel popisných (trvalé objekty) a 72 čísla evidenční (dočasné či rekreační objekty). Při sčítání lidu roku 2001 zde bylo napočteno 135 domů, z toho 97 trvale obydlených.

## Zajímavosti
- Národní přírodní rezervace Šerák-Keprník, která je se svým širším okolím rovněž evropsky významnou lokalitou
- Evropsky významná lokalita vrápence malého v mateřské školce
- Lípa velkolistá poblíž železniční stanice (památný strom)
- Lípa na louce u viaduktu (památný strom)
- Fořtův smrk v Dlouhé dolině (památný strom)
- Lesní bar
- Kaple Proměnění Páně a svatého Nektaria Eginského, první ryze pravoslavný sakrální objekt ve Slezsku, vystavěný v letech 2013–2014

Na území Horní Lipové zasahují také:
- Chráněná krajinná oblast Jeseníky
- Ptačí oblast Jeseníky (pro jeřábka lesního a chřástala polního)
- Evropsky významná lokalita Rychlebské hory - Sokolský hřbet